# مارتن دونوفان
مارتن دونوفان (بالإنجليزية: Martin Donovan)‏ مواليد 19 أغسطس 1957 في كاليفورنيا، الولايات المتحدة، هو ممثل أمريكي بدأ مسيرته الفنية عام 1982.

## الأعمال
- يفغيني اونيغين
- أرق
- العميل كودي بانكس
- القانون والنظام: الوحدة الخاصة للضحايا
- سي إس آي: التحقيق في موقع الجريمة
- ويدز
- قشعريرة البرد
- شبح هامس
- سايلنت هيل: الوحي 3 دي
- أرض الوطن
- يوم الفداء

## وصلات خارجية
- مارتن دونوفان على موقع IMDb (الإنجليزية)
- مارتن دونوفان على موقع ألو سيني (الفرنسية)
- مارتن دونوفان على موقع أول موفي (الإنجليزية)
- مارتن دونوفان على موقع بوكس أوفيس موجو (الإنجليزية)
- مارتن دونوفان على موقع قاعدة بيانات الأفلام السويدية (السويدية)
- مارتن دونوفان على موقع إن إن دي بي (الإنجليزية)
- مارتن دونوفان على موقع قاعدة بيانات الفيلم (الإنجليزية)
- مارتن دونوفان على موقع كينوبويسك (الروسية)